# Макурия
Макурия (на арабски: مقرة; al-Mukurra или al-Muqurra) е бивше кралство, разположено на днешната територия на Судан и Южен Египет. То е част от съществувалите Нубийски кралства, възникнали във вековете след падането на Кушитското царство, което управлява региона от около 800 г. пр.н.е. до 350 г.

## История
Макурия първоначално заема областите по поречието на река Нил от Третия праг на реката донякъде между Пети и Шести праг. Контролира търговските пътища, мините и оазисите на изток и запад. Столица е бил град Донгола, а някои историци използват името на столицата за назоваването на цялото кралство.
В края на 6 век населението на Макурия приема християнството, но през 7 век Египет е завладян от ислямските нашественици и Нубия е отделена от останалия християнски свят. През 651 арабски войски нахлуват в територията, но са отблъснати и е подписан договор, познат като бакт, който осигурява относителен мир между двете държави. Договорът остава в сила до 13 век.
Макурия разширява територията си, като анексира северната си съседка Нобатия или по време на арабското нашествие, или по време на царуването на крал Меркурий. Периодът от около 750 г. до 1150 г. е познат като Златен век за страната. Зачестилите набези от страна на Египет и вътрешни размирици довеждат до падането на кралството през 14 век.